# Skót szarvasagár
A skót szarvasagár (Scottish Deerhound) egy angol kutyafajta.

## Történet
Kialakulása a 800-as évekre tehető. Skóciában szarvasvadászatra alakították ki. A puska elterjedésével egyedszáma megcsappant, de napjainkban társasági kutyaként egyre népszerűbb. Érdekes módon napjainkban Dél-Afrikában is több van belőle, mint hazájában.

## Külleme
Marmagassága 71-76 centiméter, tömege 34-45 kilogramm. Bár megjelenésében hasonlít az ír farkaskutyára, annál kecsesebb, könnyedebb felépítésű, ami annak tulajdonítható, hogy ősei között angol agár is szerepel. Ez leginkább fejformájában, hosszan elkeskenyedő arcorrában nyilvánul meg. Napjainkban a legkedveltebb bundaszín a kékesszürke, de ma is láthatók ősi, homokvörös színű példányok, fekete jegyekkel a füleken, és a pofán.  
Bozontos szőrzete hatékony védelmet nyújt az időjárás viszontagságaival szemben.

## Jelleme
Szelíd, mozgékony és jó természetű kutya, emberrel és egyéb kutyákkal jól kijön.

## Képgaléria

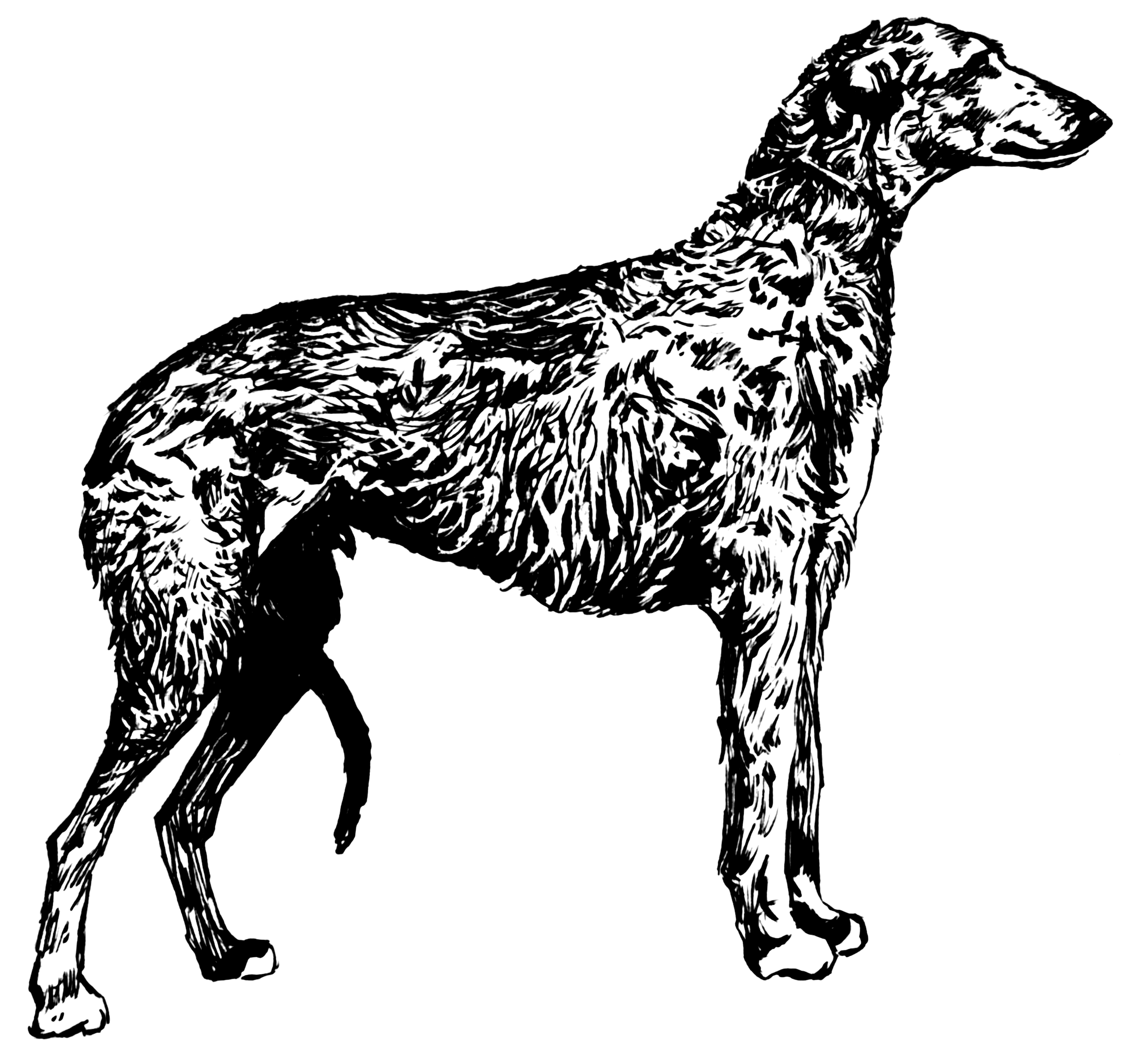
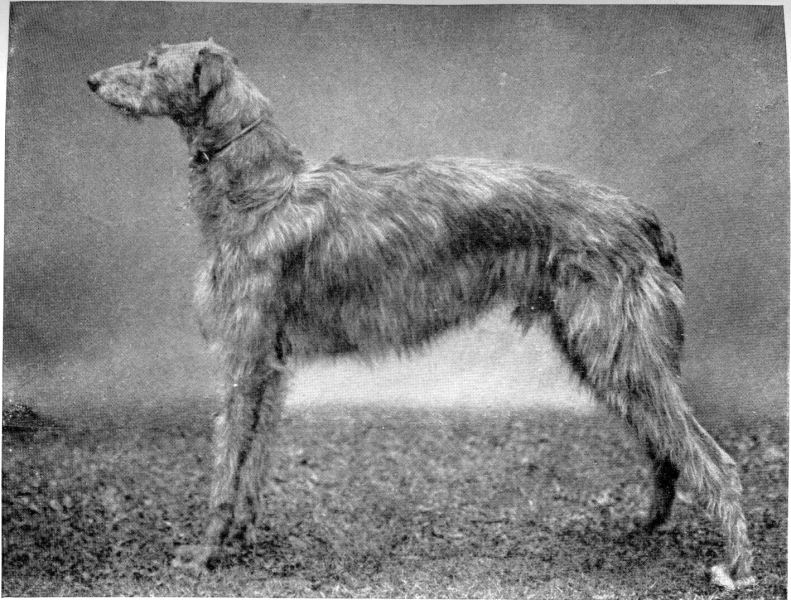
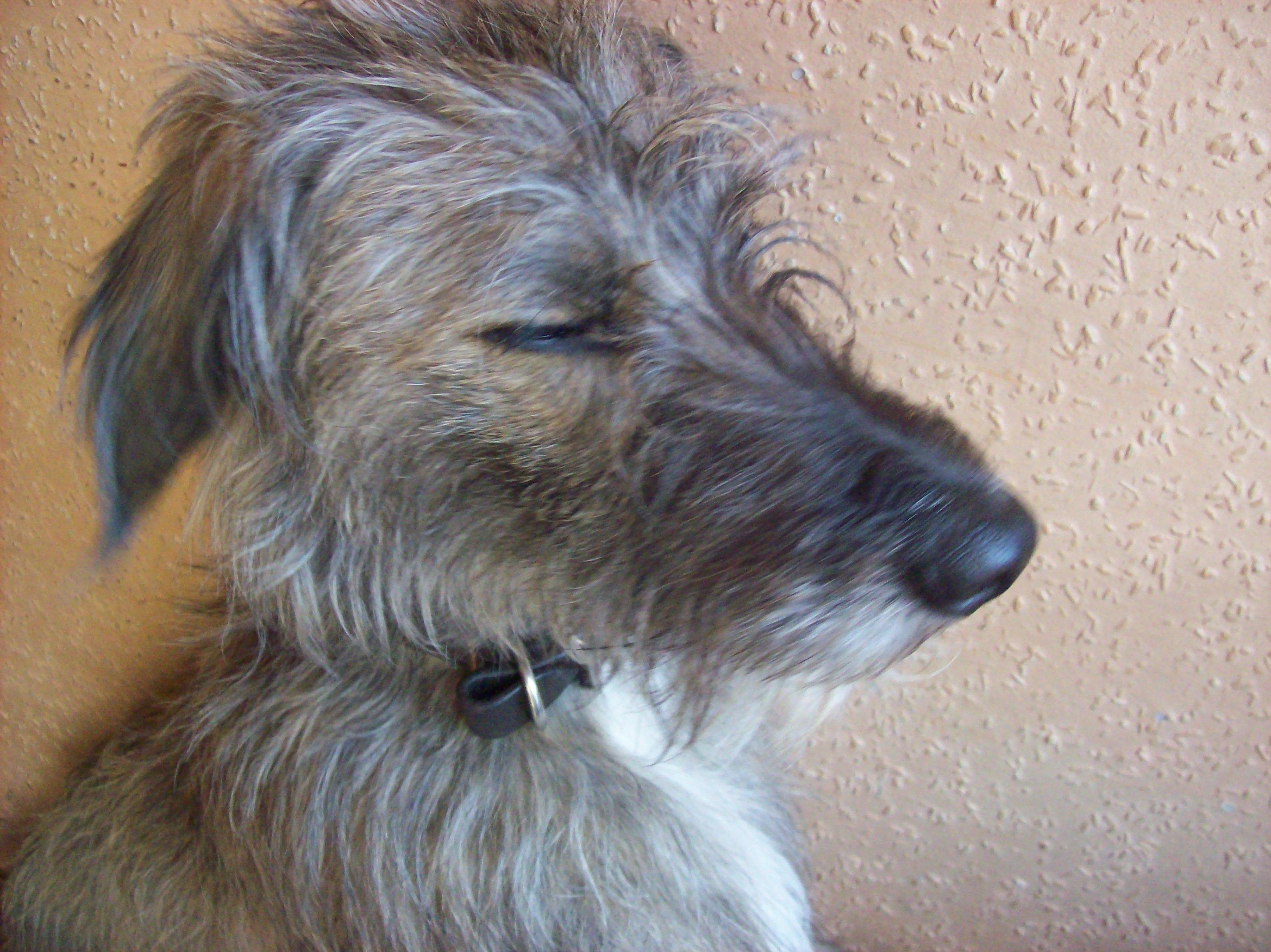
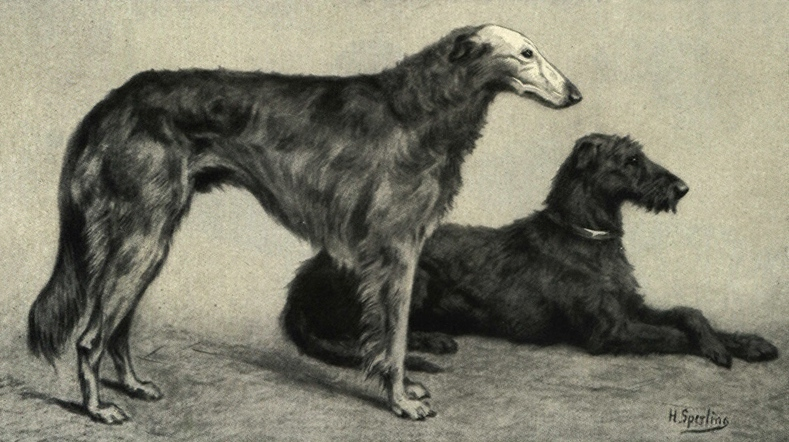